# IC 403
IC 403 — галактика типу *2 (подвійна зірка) у сузір'ї Візничий.
Цей об'єкт міститься в оригінальній редакції індексного каталогу.